# کیتا ایچیکاوا
کیتا ایچیکاوا (ژاپنی: 市川 恵多؛ زادهٔ ۳ اکتبر ۱۹۹۰) یک بازیکن فوتبال اهل ژاپن است.
از باشگاه‌هایی که در آن بازی کرده‌است می‌توان به باشگاه فوتبال گراونز کیتاکیوشو و باشگاه فوتبال تسپاکوستاسو گونما اشاره کرد.